# Liga das Nações da UEFA C de 2024–25
A Liga das Nações da UEFA C de 2024–25 é a terceira divisão da edição 2024–25 da Liga das Nações da UEFA, a quarta temporada da competição internacional de futebol envolvendo as seleções masculinas das 55 federações membros da UEFA.

## Formato
A Liga A consiste nos 16 membros da UEFA mais bem classificados na lista de acesso da Liga das Nações da UEFA de 2024–25, divididos em quatro grupos de quatro. Cada equipe jogará seis partidas em seu grupo, usando o formato round robin em casa e fora em jornadas duplas em setembro, outubro e novembro de 2024.
Em 25 de janeiro de 2023, o Comité Executivo da UEFA aprovou um formato modificado para a Liga das Nações após a fase da liga, com as seguintes alterações a serem implementadas na Liga A:
- Foi introduzida uma nova rodada das quartas de final a ser disputada em março de 2025, criando assim continuidade entre a fase da liga que termina em novembro de 2024 e as finais da Liga das Nações em junho de 2025.
- Os vencedores e segundos classificados de cada grupo avançarão para os quartos-de-final, ao contrário das edições anteriores onde apenas os vencedores dos grupos avançaram para as finais.
- Os quatro terceiros colocados da Liga A enfrentarão os quatro segundos colocados da Liga B nos play-offs de rebaixamento, que também foram introduzidos a partir desta temporada.

Os últimos colocados de cada grupo continuarão sendo rebaixados diretamente para a Liga B, enquanto os terceiros colocados competirão contra os vice-campeões da Liga B para determinar sua permanência na Liga A na próxima temporada ou seu rebaixamento para a Liga das Nações C da UEFA de 2026–27. Os play-offs de rebaixamento serão disputados em casa e fora em duas mãos em março de 2025, com os terceiros colocados da Liga A sediando a segunda mão.
As quartas de final também serão disputadas em casa e fora, em duas partidas. Em cada eliminatória, os vencedores dos grupos enfrentarão um segundo classificado de um grupo diferente, sendo o vencedor do grupo o anfitrião da segunda mão. Os quatro vencedores das quartas de final avançarão para as finais.
As finais da Liga das Nações mantêm o formato anterior, que é disputado em mata-mata em junho de 2025, composto por semifinais, play-off do terceiro lugar e final. Os pares semifinais serão determinados por sorteio aberto. O país anfitrião será seleccionado pelo Comité Executivo da UEFA, de preferência organizado por uma das equipas participantes, sendo os vencedores da final coroados campeões da UEFA Nations League.
Em todas as eliminatórias a duas mãos, a equipa que marcar mais golos no total é a vencedora. Se o placar agregado estiver empatado, a prorrogação será disputada sem a regra dos gols fora de casa . Se o placar permanecer igual após a prorrogação, uma disputa de pênaltis será usada para decidir o vencedor.

## Equipes
As 16 equipes da Liga A incluem as 12 melhores equipes da classificação geral da Liga A de 2022–23 e quatro equipes promovidas da Liga B de 2022–23 .

### Mudanças de equipe
A seguir foram as mudanças de equipe da Liga A da temporada 2022–23 : 
| Rebaixados da Liga das Nações da UEFA B de 2022–23 | Promovidos da Liga das Nações da UEFA D de 2022–23 |
| -------------------------------------------------- | -------------------------------------------------- |
| - Armênia - Romênia - Suécia                       | - Estónia - Letónia                                |

| Promovidos para Liga das Nações da UEFA B de 2024–25 | Rebaixados para Liga das Nações da UEFA D de 2024–25 |
| ---------------------------------------------------- | ---------------------------------------------------- |
| - Geórgia - Grécia - Cazaquistão - Turquia           | Gibraltar ou Lituânia                                |

### Chaveamento
Na lista de acesso de 2024–25, a UEFA classificou as equipes com base na classificação geral da Liga das Nações de 2022–23 , considerando a promoção e o rebaixamento entre as ligas e os resultados das Finais da Liga das Nações da UEFA de 2023. Os potes de classificação para a fase da liga foram confirmados em 2 de dezembro de 2023,  e foram baseados na classificação da lista de acesso.
| Seleção    | Rank |
| ---------- | ---- |
| Romênia    | 33   |
| Suécia     | 34   |
| Armênia    | 35   |
| Luxemburgo | 36   |

| Seleção     | Rank |
| ----------- | ---- |
| Azerbaijão  | 37   |
| Kosovo      | 38   |
| Bulgária    | 39   |
| Ilhas Faroé | 40   |

| Seleção            | Rank |
| ------------------ | ---- |
| Macedônia do Norte | 41   |
| Eslováquia         | 42   |
| Irlanda do Norte   | 43   |
| Chipre             | 44   |

| Seleção               | Rank |
| --------------------- | ---- |
| Bielorrússia          | 45   |
| Gibraltar ou Lituânia | 46   |
| Estónia               | 47   |
| Letónia               | 48   |

## Grupos
A lista de jogos foi confirmada pela UEFA em 9 de fevereiro de 2024, dia seguinte ao sorteio. 
Os horários são CET / CEST ,  conforme listado pela UEFA (os horários locais, se diferentes, estão entre parênteses).

### Grupo 1
| Pos | Equipe         | Pts | J | V | E | D | GP | GC | SG  | Classificação ou descenso                                            |  | SWE | SVK | EST | AZE |
| --- | -------------- | --- | - | - | - | - | -- | -- | --- | -------------------------------------------------------------------- |  | --- | --- | --- | --- |
| 1   | Suécia (P)     | 16  | 6 | 5 | 1 | 0 | 19 | 4  | +15 | Promoção para Liga B                                                 |  | —   | 2–1 | 3–0 | 6–0 |
| 2   | Eslováquia     | 13  | 6 | 4 | 1 | 1 | 10 | 5  | +5  | Qualificação para play-offs de promoção                              |  | 2–2 | —   | 1–0 | 2–0 |
| 3   | Estónia        | 4   | 6 | 1 | 1 | 4 | 3  | 9  | −6  |                                                                      |  | 0–3 | 0–1 | —   | 3–1 |
| 4   | Azerbaijão (R) | 1   | 6 | 0 | 1 | 5 | 3  | 17 | −14 | Rebaixado à Liga D ou ou qualificação para play-offs de rebaixamento |  | 1–3 | 1–3 | 0–0 | —   |

| 5 de setembro       | Azerbaijão   | 1 – 3     | Suécia                              | Estádio Republicano Tofiq Bahramov, Bacu |
| 18:00 (20:00 UTC+4) | Dadashov 82' | Relatório | Isak 65', 71' · Gyökeres 80' (pen.) | Público: 9 450 Árbitro: HUN Balázs Berke |

| 5 de setembro       | Estónia | 0 – 1     | Eslováquia | A. Le Coq Arena, Tallinn              |
| 20:45 (21:45 UTC+3) |         | Relatório | Suslov 70' | Público: 6 128 Árbitro: SVN Matej Jug |

| 8 de setembro | Eslováquia                    | 2 – 0     | Azerbaijão | Pólo Tehelné, Bratislava                        |
| 18:00         | Duda 22' (pen.) · Strelec 26' | Relatório |            | Público: 11 435 Árbitro: POL Damian Sylwestrzak |

| 8 de setembro | Suécia                       | 3 – 0     | Estónia | Friends Arena, Solna                        |
| 20:45         | Gyökeres 30', 44' · Isak 40' | Relatório |         | Público: 14 858 Árbitro: GER Sven Jablonski |

| 11 de outubro       | Estónia                                     | 3 – 1     | Azerbaijão            | A. Le Coq Arena, Tallinn               |
| 18:00 (19:00 UTC+3) | Yakovlev 32' · Sinyavskiy 45+2' · Shein 71' | Relatório | Bayramov 45+1' (pen.) | Público: 6 034 Árbitro: IRL Rob Harvey |

| 11 de outubro | Eslováquia       | 2 – 2     | Suécia               | Estádio Anton Malatinsky, Trnava             |
| 20:45         | Strelec 44', 72' | Relatório | Ayari 25' · Sema 32' | Público: 15 381 Árbitro: ITA Maurizio Marian |

| 14 de outubro       | Azerbaijão   | 1 – 3     | Eslováquia                                     | Estádio Central Khazar Lankaran, Lankaran |
| 18:00 (20:00 UTC+4) | Bayramov 38' | Relatório | Mammadov 15' (o.g.) · Haraslín 75' · Ďuriš 86' | Público: 4 269 Árbitro: NOR Rohit Saggi   |

| 14 de outubro       | Estónia | 0 – 3     | Suécia                         | A. Le Coq Arena, Tallinn                 |
| 20:45 (21:45 UTC+3) |         | Relatório | Nanasi 29', 37' · Gyökeres 66' | Público: 4 706 Árbitro: ALB Juxhin Xhaja |

| 16 de novembro      | Azerbaijão | 0 – 0     | Estónia | Estádio da Cidade de Gabala, Qabala     |
| 15:00 (18:00 UTC+4) |            | Relatório |         | Público: 1 600 Árbitro: SCO John Beaton |

| 16 de novembro | Suécia                 | 2 – 1     | Eslováquia | Friends Arena, Solna        |
| 20:45          | Gyökeres 3' · Isak 48' | Relatório | Hancko 19' | Árbitro: UKR Mykola Balakin |

| 19 de novembro | Eslováquia  | 1 – 0     | Estónia | Arena de futbalová Košická, Košice        |
| 20:45          | Strelec 72' | Relatório |         | Público: 4 317 Árbitro: DEN Mikkel Redder |

| 19 de novembro | Suécia                                            | 6 – 0     | Azerbaijão | Friends Arena, Solna                          |
| 20:45          | Kulusevski 10', 57' · Gyökeres 26', 37', 58', 70' | Relatório |            | Público: 10 127 Árbitro: POL Paweł Raczkowski |

### Grupo 2
| Pos | Equipe       | Pts | J | V | E | D | GP | GC | SG  | Classificação ou descenso                                            |  | ROU | KOS | CYP | LTU |
| --- | ------------ | --- | - | - | - | - | -- | -- | --- | -------------------------------------------------------------------- |  | --- | --- | --- | --- |
| 1   | Romênia (P)  | 18  | 6 | 6 | 0 | 0 | 18 | 3  | +15 | Promoção para Liga B                                                 |  | —   | 3–0 | 4–1 | 3–1 |
| 2   | Kosovo       | 12  | 6 | 4 | 0 | 2 | 10 | 7  | +3  | Qualificação para play-offs de promoção                              |  | 0–3 | —   | 3–0 | 1–0 |
| 3   | Chipre       | 6   | 6 | 2 | 0 | 4 | 4  | 15 | −11 |                                                                      |  | 0–3 | 0–4 | —   | 2–1 |
| 4   | Lituânia (R) | 0   | 6 | 0 | 0 | 6 | 4  | 11 | −7  | Rebaixado à Liga D ou ou qualificação para play-offs de rebaixamento |  | 1–2 | 1–2 | 0–1 | —   |

1. ↑  A partida Romênia x Kosovo foi suspensa em 0–0 durante os acréscimos do segundo tempo, depois que o time de Kosovo deixou o campo, com a partida abandonada em seguida.[11] A partida foi posteriormente marcada como uma vitória de 3–0 para a Romênia.[12]

| 6 de setembro | Kosovo | 0 – 3     | Romênia                                 | Estádio Fadil Vokrri, Pristina              |
| 20:45}        |        | Relatório | Man 40' · Marin 51' (pen.) · Drăguș 82' | Público: 12 872 Árbitro: AZE Aliyar Aghayev |

| 6 de setembro | Lituânia | 0 – 1     | Chipre     | Estádio Darius e Girėnas, Kaunas       |
| 20:45         |          | Relatório | Pittas 34' | Público: 4 905 Árbitro: CRO Igor Pajac |

| 9 de setembro | Chipre | 0 – 4     | Kosovo                                             | Estádio GSP, Nicósia                           |
| 18:00         |        | Relatório | Muriqi 9' (pen.), 21' · Rrahmani 48' · Dellova 55' | Público: 2 041 Árbitro: AUT Sebastian Gishamer |

| 9 de setembro       | Romênia                                       | 3 – 1     | Lituânia  | Arena Cluj, Cluj-Napoca                     |
| 20:45 (21:45 UTC+3) | Mihăilă 4' · Marin 87' (pen.) · Mitriță 90+2' | Relatório | Kučys 34' | Público: 28 168 Árbitro: SVN Rade Obrenovic |

| 12 de outubro | Lituânia       | 1 – 2     | Kosovo                         | Estádio Darius e Girėnas, Kaunas         |
| 15:00         | Golubickas 84' | Relatório | Zhegrova 20' · E. Krasniqi 65' | Público: 7 554 Árbitro: CZE Ondřej Berka |

| 12 de outubro       | Chipre | 0 – 3     | Romênia                                      | AEK Arena – Georgios Karapatakis, Larnaca    |
| 20:45 (21:45 UTC+3) |        | Relatório | Man 16' · R. Marin 25' (pen.) · Drăgușin 36' | Público: 6 092 Árbitro: GER Sascha Stegemann |

| 15 de outubro | Kosovo                                   | 3 – 0     | Chipre | Estádio Fadil Vokrri, Pristina         |
| 20:45         | Rrahmani 30' · Krasniqi 52' · Sahiti 70' | Relatório |        | Público: 12 863 Árbitro: SVN Matej Jug |

| 15 de outubro       | Lituânia        | 1 – 2     | Romênia                          | Estádio Darius e Girėnas, Kaunas |
| 20:45 (21:45 UTC+3) | Kučys 7' (pen.) | Relatório | R. Marin 18' (pen.) · Drăguș 65' | Árbitro: SCO Nick Walsh          |

| 15 de novembro      | Chipre                     | 2 – 1     | Lituânia     | AEK Arena – Georgios Karapatakis, Larnaca |
| 18:00 (19:00 UTC+2) | Kastanos 18' · Tzionis 63' | Relatório | Gineitis 47' | Árbitro: SRB Nenad Minaković              |

| 15 de novembro      | Romênia | 3 – 0 Concedido | Kosovo | Estádio Giulești-Valentin Stănescu (1939), Bucareste |
| 20:45 (21:45 UTC+2) |         | Relatório       |        | Árbitro: DEN Morten Krogh                            |

| 18 de novembro      | Romênia                                     | 4 – 1     | Chipre     | Estádio Steaua (2021), Bucareste           |
| 20:45 (21:45 UTC+2) | Bîrligea 2' · R. Marin 41', 80' · Coman 83' | Relatório | Pittas 52' | Público: 45 318 Árbitro: ITA Luca Pairetto |

| 18 de novembro | Kosovo     | 1 – 0     | Lituânia | Estádio Fadil Vokrri, Pristina                  |
| 20:45          | Jashari 5' | Relatório |          | Público: 12 856 Árbitro: NOR Kristoffer Hagenes |

### Grupo 3
| Pos | Equipe               | Pts | J | V | E | D | GP | GC | SG | Classificação ou descenso                                            |  | NIR | BUL | BLR | LUX |
| --- | -------------------- | --- | - | - | - | - | -- | -- | -- | -------------------------------------------------------------------- |  | --- | --- | --- | --- |
| 1   | Irlanda do Norte (P) | 11  | 6 | 3 | 2 | 1 | 11 | 3  | +8 | Promoção para Liga B                                                 |  | —   | 5–0 | 2–0 | 2–0 |
| 2   | Bulgária             | 9   | 6 | 2 | 3 | 1 | 3  | 6  | −3 | Qualificação para play-offs de promoção                              |  | 1–0 | —   | 1–1 | 0–0 |
| 3   | Bielorrússia         | 7   | 6 | 1 | 4 | 1 | 3  | 4  | −1 |                                                                      |  | 0–0 | 0–0 | —   | 1–1 |
| 4   | Luxemburgo (Z)       | 3   | 6 | 0 | 3 | 3 | 3  | 7  | −4 | Rebaixado à Liga D ou ou qualificação para play-offs de rebaixamento |  | 2–2 | 1–0 | 0–1 | —   |

| 5 de setembro       | Bielorrússia | 0 – 0     | Bulgária | ZTE Arena, Zalaegerszeg (Hungria)      |
| 20:45 (18:45 UTC+0) |              | Relatório |          | Público: 0 Árbitro: ROM Ovidiu Hațegan |

| 5 de setembro       | Irlanda do Norte         | 2 – 0     | Luxemburgo | Windsor Park, Belfast                     |
| 20:45 (19:45 UTC+1) | McNair 11' · Ballard 16' | Relatório |            | Público: 17 213 Árbitro: ROM Marian Barbu |

| 8 de setembro | Luxemburgo | 0 – 1     | Bielorrússia | Estádio de Luxemburgo, Luxemburgo           |
| 15:00         |            | Relatório | Gromyko 76'  | Público: 6 820 Árbitro: BEL Lawrence Visser |

| 8 de setembro       | Bulgária     | 1 – 0     | Irlanda do Norte | Estádio Hristo Botev (Plovdiv), Plovdiv              |
| 18:00 (19:00 UTC+3) | Despodov 40' | Relatório |                  | Público: 14 300 Árbitro: GRE Anastasios Sidiropoulos |

| 12 de outubro       | Bulgária | 0 – 0     | Luxemburgo | Estádio Hristo Botev (Plovdiv), Plovdiv  |
| 18:00 (19:00 UTC+3) |          | Relatório |            | Público: 15 800 Árbitro: SVN David Šmajc |

| 12 de outubro | Bielorrússia | 0 – 0     | Irlanda do Norte | ZTE Arena, Zalaegerszeg (Hungria)         |
| 20:45         |              | Relatório |                  | Público: 0 Árbitro: ARM Henrik Nalbandyan |

| 15 de outubro | Bielorrússia   | 1 – 1     | Luxemburgo           | ZTE Arena, Zalaegerszeg (Hungria)        |
| 20:45         | Politevich 54' | Relatório | Rodrigues 78' (pen.) | Público: 0 Árbitro: TUR Atilla Karaoglan |

| 15 de outubro       | Irlanda do Norte                                      | 5 – 0     | Bulgária | Windsor Park, Belfast       |
| 20:45 (19:45 UTC+1) | Price 15', 29', 81' · Mitov 32' (o.g.) · Magennis 89' | Relatório |          | Árbitro: FRA Jérôme Brisard |

| 15 de novembro | Luxemburgo | 0 – 1     | Bulgária  | Estádio de Luxemburgo, Luxemburgo         |
| 18:00          |            | Relatório | Kraev 23' | Público: 8 307 Árbitro: EST Juri Frischer |

| 15 de novembro      | Irlanda do Norte                    | 2 – 0     | Bielorrússia | Windsor Park, Belfast                     |
| 20:45 (19:45 UTC+0) | Ballard 50' · D. Charles 63' (pen.) | Relatório |              | Público: 18 044 Árbitro: POR Luis Godinho |

| 18 de novembro      | Bulgária      | 1 – 1     | Bielorrússia | Estádio Hristo Botev (Plovdiv), Plovdiv     |
| 20:45 (21:45 UTC+2) | Panayotov 12' | Relatório | Kavalyow 70' | Público: 2 200 Árbitro: NED Allard Lindhout |

| 18 de novembro | Luxemburgo                | 2 – 2     | Irlanda do Norte        | Estádio de Luxemburgo, Luxemburgo          |
| 20:45          | Korać 72' · Rodrigues 75' | Relatório | Price 19' · Bradley 50' | Público: 6 870 Árbitro: AZE Elchin Masiyev |

### Grupo 4
| Pos | Equipe                 | Pts | J | V | E | D | GP | GC | SG | Classificação ou descenso                                            |  | MKD | ARM | FRO | LVA |
| --- | ---------------------- | --- | - | - | - | - | -- | -- | -- | -------------------------------------------------------------------- |  | --- | --- | --- | --- |
| 1   | Macedônia do Norte (P) | 16  | 6 | 5 | 1 | 0 | 10 | 1  | +9 | Promoção para Liga B                                                 |  | —   | 2–0 | 1–0 | 1–0 |
| 2   | Armênia                | 7   | 6 | 2 | 1 | 3 | 8  | 9  | −1 | Qualificação para play-offs de promoção                              |  | 0–2 | —   | 0–1 | 4–1 |
| 3   | Ilhas Faroé            | 6   | 6 | 1 | 3 | 2 | 5  | 6  | −1 |                                                                      |  | 1–1 | 2–2 | —   | 1–1 |
| 4   | Letónia (Z)            | 4   | 6 | 1 | 1 | 4 | 4  | 11 | −7 | Rebaixado à Liga D ou ou qualificação para play-offs de rebaixamento |  | 0–3 | 1–2 | 1–0 | —   |

| 7 de setembro       | Ilhas Faroé        | 1 – 1     | Macedônia do Norte | Tórsvøllur, Tórshavn                              |
| 15:00 (14:00 UTC+1) | Davidsen 9' (pen.) | Relatório | Bardhi 49' (pen.)  | Público: 2 057 Árbitro: LTU Manfredas Lukjančukas |

| 7 de setembro       | Armênia                                                            | 4 – 1     | Letónia              | Estádio Republicano, Erevã                   |
| 18:00 (20:00 UTC+4) | Bichakhchyan 6' · Dubra 35' (o.g.) · Zelarayán 48' · Spertsyan 86' | Relatório | Arutyunyan 9' (o.g.) | Público: 12 437 Árbitro: SRB Nenad Minaković |

| 10 de setembro      | Letónia        | 1 – 0     | Ilhas Faroé | Estádio Skonto, Riga                     |
| 18:00 (19:00 UTC+3) | Varslavāns 64' | Relatório |             | Público: 5 808 Árbitro: CRO Duje Strukan |

| 10 de setembro | Macedônia do Norte       | 2 – 0     | Armênia | Arena Toše Proeski, Escópia             |
| 20:45          | Bardhi 70' · Miovski 78' | Relatório |         | Público: 6 829 Árbitro: GER Harm Osmers |

| 10 de outubro       | Ilhas Faroé                     | 2 – 2     | Armênia                         | Tórsvøllur, Tórshavn                            |
| 20:45 (19:45 UTC+1) | Benjaminsen 37' · Bjartalíð 85' | Relatório | Zelarayán 44' · Manvelyan 90+3' | Público: 1 852 Árbitro: UKR Oleksii Derevinskyi |

| 10 de outubro       | Letónia | 0 – 3     | Macedônia do Norte                      | Estádio Skonto, Riga                       |
| 20:45 (21:45 UTC+3) |         | Relatório | Atanasov 35' · Qamili 70' · Elmas 90+3' | Público: 5 001 Árbitro: DEN Jakob Sundberg |

| 13 de outubro       | Armênia | 0 – 2     | Macedônia do Norte      | Estádio Republicano, Erevã                  |
| 18:00 (20:00 UTC+4) |         | Relatório | Miovski 72' · Alimi 85' | Público: 14 371 Árbitro: ENG Stuart Attwell |

| 13 de outubro       | Ilhas Faroé  | 1 – 1     | Letónia  | Tórsvøllur, Tórshavn                        |
| 20:45 (19:45 UTC+1) | Sørensen 40' | Relatório | Šits 69' | Público: 2 017 Árbitro: MLT Philip Farrugia |

| 14 de novembro      | Armênia | 0 – 1     | Ilhas Faroé         | Estádio Republicano, Erevã                     |
| 18:00 (21:00 UTC+4) |         | Relatório | Davidsen 33' (pen.) | Público: 6 043 Árbitro: GRE Tasos Sidiropoulos |

| 14 de novembro | Macedônia do Norte | 1 – 0     | Letónia | Arena Toše Proeski, Escópia                     |
| 20:45          | Serafimov 57'      | Relatório |         | Público: 8 851 Árbitro: GEO Goga Kikacheishvili |

| 17 de novembro      | Letónia      | 1 – 2     | Armênia                      | Estádio Skonto, Riga        |
| 15:00 (16:00 UTC+2) | Uldriķis 70' | Relatório | Spertsyan 48' · Miranyan 74' | Árbitro: BUL Georgi Kabakov |

| 17 de novembro | Macedônia do Norte | 1 – 0     | Ilhas Faroé | SRC Biljanini Izvori, Ocrida |
| 15:00          | Miovski 62'        | Relatório |             | Árbitro: GER Daniel Schlager |